# Rika Tatsumi (luchadora)
Ririko Ishizawa (en japonés: 石澤りりこ, Ishizawa Ririko) (Prefectura de Nagano, 27 de septiembre de 1991), cuyo nombre de ring es Rika Tatsumi (辰巳リカ, Tatsumi Rika), es una luchadora profesional japonesa reconocida por sus participaciones con las promociones Tokyo Joshi Pro Wrestling y DDT Pro-Wrestling.

## Carrera profesional

### Circuito independiente (2014-presente)

#### Tokyo Joshi Pro Wrestling (2014-presente)
Ishizawa hizo su debut en la lucha profesional en el Shibuya Entertainment Fight 1, un evento promovido por la Tokyo Joshi Pro Wrestling (TJPW) el 28 de enero de 2014 bajo el nombre de Ririko Kendo (ケンドー・リコ, Kendō Ririko) donde cayó ante Shoko Nakajima. El 4 de enero de 2021, en el Tokyo Joshi Pro '21, Ishizawa derrotó a Yuka Sakazaki para ganar el Princess of Princess Championship por primera vez.

#### DDT Pro Wrestling (2015-presente)
Debido a la asociación directa de TJPW con DDT Pro-Wrestling (DDT), Ishizawa pudo trabajar en varios eventos de esta última. En el CyberFight Festival 2021, un evento crossover promovido por TJPW, DDT y Pro Wrestling NOAH el 6 de junio, formó equipo con su compañera de tag team "Hakuchumu" Miu Watanabe y desafió sin éxito a Shoko Nakajima e Hyper Misao, y a las Bakuretsu Sisters (Nodoka Tenma y Yuki Aino) en un combate de tag team a tres bandas.
También trabajó en la rama de eventos DDT Peter Pan. En el Ryōgoku Peter Pan 2017, el 20 de agosto, participó en un combate con reglas rumble por el Campeonato Ironman Heavymetalweight en el que también participaron Yuu, Mizuki y Tetsuya Koda, entre otros. En el Wrestle Peter Pan 2019, el 15 de julio, formó equipo con las Bakuretsu Sisters (Nodoka Tenma y Yuki Aino) para derrotar a Natsumi Maki, Yuna Manase y Himawari Unagi en un combate tag team de seis mujeres. En la segunda noche de Wrestle Peter Pan 2020 del 7 de junio, formó equipo con las Bakuretsu Sisters (Nodoka Tenma y Yuki Aino) en un esfuerzo perdedor ante MiraClians (Yuka Sakazaki y Shoko Nakajima) y Miyu Yamashita.
En cuanto a la serie DDT Ultimate Party, hizo una aparición en Ultimate Party 2019 el 3 de noviembre, donde hizo equipo con Miu Watanabe y derrotó a NEO Biishiki-gun (Sakisama y Misao) para ganar el Princess Tag Team Championship.
Otra rama de eventos en la que trabajó fue DDT Judgement. Hizo su primera aparición en el Judgement 2017: DDT 20th Anniversary, celebrado el 20 de marzo, y en el que hizo equipo con Reika Saiki y Azusa Takigawa en un esfuerzo perdedor ante Yuu, Mil Clown y Maki Itoh. En Judgement 2018: DDT 21st Anniversary, que tuvo lugar el 25 de marzo, hizo equipo con Maho Kurone en un esfuerzo perdedor contra MiraClians (Yuka Sakazaki y Shoko Nakajima).

## Campeonatos y logros
- DDT Pro-Wrestling
  - Ironman Heavymetalweight Championship (1 vez)[13]
- Tokyo Joshi Pro Wrestling
  - Princess of Princess Championship (1 vez)[14]
  - Princess Tag Team Championship (1 vez) – con Miu Watanabe
  - International Princess Championship (1 vez, actual)
  - "Futari wa Princess" Max Heart Tournament (2022) – con Miu Watanabe
  - Primera Campeona Triple Corona de TJPW
  - Primera Campeona Grand Slam de TJPW